# Robert Beekes
Robert Stephen Paul Beekes (Haarlem, 2 de septiembre de 1937 - Oegstgeest, 21 de septiembre de 2017) fue un lingüista neerlandés, profesor emérito de Lingüística Indoeuropea Comparada en la Universidad de Leiden y autor de numerosas monografías sobre la lengua protoindoeuropea. En 1993 fue elegido miembro de la Real Academia Neerlandesa de las Artes y las Ciencias.

## Obra
Uno de sus libros más conocidos es Comparative Indo-European Linguistics: An Introduction (1995), un manual de referencia sobre el protoindoeuropeo que trata a fondo la reconstrucción lingüística, pero también presenta la reconstrucción cultural y los métodos lingüísticos comparativos en general.
También fue autor de un completo Etymological Dictionary of Greek (2009) en 2 volúmenes.
Beekes fue coautor, con L. Bouke van der Meer, del De Etrusken spreken (1991), y en solitario de The Origin of the Etruscans. Defendió la teoría de Asia Menor como origen de los etruscos.
También trabajó sobre el sustrato pregriego, la lengua o lenguas no indoeuropeas que se hablaban en Grecia antes de la llegada del griego, posiblemente hacia el año 2000 a. C. Como esta lengua nunca se escribió, Beekes obtuvo su información de muchas palabras del griego clásico que muestran una estructura y una evolución no griegos.

## Obras principales
- The Development of the Proto-Indo-European Laryngeals in Greek. La Haya–París: Mouton, 1969.
- The Origins of the Indo-European Nominal Inflection. Innsbruck: IBS, 1985.
- A Grammar of Gatha-Avestan. Leiden: Brill, 1988.
- Vergelijkende taalwetenschap. Een inleiding in de vergelijkende Indo-europese taalwetenschap. Ámsterdam: Het Spectrum, 1990. (Traducción al inglés: Comparative Indo-European Linguistics: An Introduction, trans. UvA Vertalers & Paul Gabriner. Ámsterdam: Benjamins, 1995; segunda edición revisada y corregida por Michiel de Vaan, 2011.
- Con L. Bouke van der Meer: De Etrusken spreken. Muiderberg: Coutinho, 1991.
- The Origin of the Etruscans. Ámsterdam: Koninklijke Nederlandse Akademie van Wetenschappen, 2003.
- Etymological Dictionary of Greek, 2 vols. Leiden: Brill, 2009.
- Pre-Greek: Phonology, Morphology, Lexicon, Leiden: Brill, 2014.

Una página web hecha en su memoria lista todas sus obras, e incluye un índice de palabras de las lenguas indoeuropeas que ha mencionado en alguna de ellas, con enlace a sus artículos.